# 余瓚 (正德進士)
余瓚（1475年—？），字君錫，福建興化府莆田縣人，軍籍，明朝政治人物。

## 生平
弘治十四年（1501年）辛酉科福建鄉試第四十四名舉人。正德六年（1511年）中式辛未科會試第一百二十七名，登第三甲第一百零二名進士。

## 家族
曾祖余德保；祖父余寅賓；父余用和，母施氏。慈侍下。